# Helmut Paulus
Helmut Paulus (* 29. April 1900 in Genkingen; † 17. Juli 1975 in Winnetka) war ein deutscher Dichter und Schriftsteller.

## Leben
Als Sohn eines Pfarrers wuchs Paulus in stark pietistisch geprägter Umgebung in Sindelfingen und Böblingen auf. Er machte eine Ausbildung zum Buchhändler in Ludwigsburg, die er durch den Ersten Weltkrieg für einige Zeit unterbrechen musste. Schon in seiner Ausbildungszeit entstanden erste literarische Werke. Nach dem Krieg studierte er ab 1920/21 als Gasthörer an der Universität Tübingen Germanistik und Geschichte. 1924/25 verbrachte er einige Zeit bei Verwandten in Palästina und arbeitete als Buchhalter. Nach seiner Heimkehr nach Deutschland heiratete er 1931 Gertrude Struve. 1932 eröffnete er eine Buchhandlung in Magdeburg, die er jedoch aufgrund wirtschaftlicher Schwierigkeiten schon 1934 wieder schließen musste.
Trotz einer gewissen Anerkennung für Hitler hegte Paulus anfangs starke Vorbehalte gegen die Nationalsozialisten, insbesondere gegen Fanatismus, Hass und Antisemitismus. 1934 wurde er wie jeder aktive Schriftsteller und Buchhändler als Pflichtmitglied in die Reichsschrifttumskammer übernommen, 1936 wurde er Mitglied der Nationalsozialistischen Volkswohlfahrt. 1935 erschien Paulus’ Erstlingswerk „Die Geschichte von Gamelin“, das große Anerkennung fand. 1939 wurde Helmut Paulus als Archivar an das Deutsche Literaturarchiv Marbach berufen. Hier war er weiterhin schriftstellerisch tätig, wurde Mitglied des Schwäbischen Dichterkreises und unterhielt gute Kontakte zu den Mitgliedern des Kreises. Für den Dichterkreis führte Paulus die Sitzungsprotokolle und die Korrespondenz.
Paulus’ literarische Werke sind vor allen Dingen deutschnational geprägt: Heldentod, Vaterlands- und Heimatliebe, Treue, Kameradschaft und Opferbereitschaft waren gut in das nationalsozialistische Weltbild zu integrieren, germanophile und nationalistische Inhalte legen eine Nähe zur nationalsozialistischen Ideologie offen. Dementsprechend nannte der NS-Literaturkritiker Hellmuth Langenbucher, Paulus’ Buch Der große Zug unter denjenigen Werken, „die zu lesen für den Nationalsozialisten, der seine Aufmerksamkeit der Dichtung unserer Zeit schenkt, sich lohnt.“ Antisemitische Elemente lassen sich in seinem Werk jedoch nicht finden. Am 22. November 1939 beantragte Paulus die Aufnahme in die NSDAP und wurde zum 1. Februar 1940 aufgenommen (Mitgliedsnummer 7.486.915). 1944 wurde er zur Wehrmacht eingezogen und in Italien stationiert. Dort geriet er auch in Kriegsgefangenschaft, aus der er im Juli 1945 entlassen wurde.
Paulus kehrte anschließend nach Marbach zurück, wo 1946 ein Spruchkammerverfahren gegen ihn eröffnet wurde, in dem er – auch durch die Intervention von Erwin Ackerknecht, dem Leiter des Schiller-Nationalmuseums in Marbach – als „Mitläufer“ eingestuft wurde.
Eine Folge seiner Aktivitäten in der NS-Zeit war jedoch, dass er im Schillerarchiv nicht mehr fest angestellt wurde. Seine literarischen Werke der Nachkriegszeit waren keine Erfolge mehr. Da er als freier Schriftsteller in Deutschland keine berufliche Perspektive mehr für sich sah, wanderte er 1952 in die USA aus, wo er bei Verwandten seiner Frau arbeitete. Bis zu seinem Ruhestand 1972 verfasste er auch weiterhin literarische Werke, von denen einige auch wieder mehr Erfolg in Deutschland hatten.

## Werke
- Die Geschichte von Gamelin: Roman. Plaut, Düsseldorf 1935.
- Mutterschaft: Gedichte. Plaut. Düsseldorf 1935.
- Der Bamberger Reiter: Novelle. Heyne, Dresden 1936.
- Der Auserwählte: Novelle. Heyne, Dresden 1936.
- Der Ring des Lebens: Roman. Heyne, Dresden 1937.
- Der große Zug: Roman. Heyne, Dresden 1938.
- Ein Weg beginnt: Roman. Heyne, Dresden 1939.
- Der Ring des Lebens: Roman. Andermann, München [1940]
- Elf preußische Offiziere. Heyne, Dresden 1941.
- Jahreszeiten: Idyllen. Heyne, Dresden 1941.
- Frieder und Anna: Roman. Heyne, Dresden 1942.
- Die kleine Gartenwelt. Heyne, Dresden 1943.
- Geliebte Heimat: 3 Erzählungen. Gütersloh (1943) (Kleine Feldpost-Reihe).
- Maria und Rudolf: die Geschichte einer späten Heimkehr. Der Bär Verlag, Berlin [ca. 1943] (Berliner Feldhefte).
- Die Träumenden: drei Erzählungen. Vier-Falken-Verlag, Düsseldorf 1947.
- Die drei Brüder: Roman. Vier-Falken-Verlag, Düsseldorf 1949.
- Schillerstadt Marbach. Mit 15 Zeichnungen von Erwin Maier. Schiller-Buchhandlung, Marbach [ca. 1950].
- Die Freibeuter. Andermann, München & Wien 1952.
- Die tönernen Füße: Roman. Vink, Bonn 1953.
- amerika-ballade. Silberburg-Verlag, Stuttgart 1957.